# アジア太平洋経済協力
アジア太平洋経済協力（アジアたいへいようけいざいきょうりょく、英語: Asia-Pacific Economic Cooperation）は、アジア太平洋（環太平洋地域）初の経済協力を目的とする非公式協議体 (informal forum) である。アジア太平洋経済協力会議ともいう。略称はAPEC（エイペック）。

## 歴史
「アジア太平洋」という概念が最初に打ち出されたのは、永野重雄が1967年に発足させた太平洋経済委員会（PBEC）という経済団体の設立時であるとされるが、具体的にこうした地域概念が政府レベルの協力枠組みに発展する萌芽は、1978年、日本の大平正芳首相が就任演説で「環太平洋連帯構想」を呼びかけたことにある。これを具体化した大平政権の政策研究会「環太平洋連帯研究グループ」（議長:大来佐武郎、幹事佐藤誠三郎）の報告を受け、大平がオーストラリアのマルコム・フレイザー首相に提案して強い賛同を得たことが、1980年9月の太平洋経済協力会議（PECC）の設立につながった。PECCは地域における様々な課題を議論し研究するセミナーといった趣のものであったが、これを土台にして、各国政府が正式に参加する会合として設立されたのが、APECである。
APECは、1989年にオーストラリアのホーク首相の提唱で、日本・アメリカ合衆国・カナダ・韓国・オーストラリア・ニュージーランドおよび当時の東南アジア諸国連合（ASEAN）加盟6か国の計12か国で発足し、同国のキャンベラで閣僚会議（Ministerial Meeting）を開催した。また、1993年には米国のシアトルで初の首脳会議（Economic Leaders' Meeting）がもたれた。この時にボンバージャケットを各国首脳が着用したが、これ以降に開かれているAPECの会議で参加者が主催国の伝統衣装を着る慣例の始まりとなった。
現在は首脳会議、外相・経済担当相による閣僚会議をそれぞれ年1回開いている。シンガポールに常設の事務局を置き、開催国から任期1年で事務局長が選任されている。参加しているメンバーは、21カか国・地域で、2012年現在、人口では世界の41.4％、GDP（国内総生産）では57.8％、貿易額では47％を占めている。
APECは、開かれた地域協力によって経済のブロック化を抑え、域内の貿易・投資の自由化を通じて、世界貿易機関（WTO）のもとでの多角的自由貿易体制を維持・発展することを目的としてきたが、近年のWTOの新ラウンドの停滞や自由貿易協定締結の動きの活発化などによって、その存在意義が問われている。

### 経過
- 1993年11月 - シアトル閣僚・首脳会議（米国）：初めての非公式首脳会議が行われ、議長国の米大統領・ビル・クリントンから貿易・投資の自由化促進が示された。
- 1994年11月 - ボゴール閣僚・首脳会議（インドネシア）：2020年までの域内での貿易自由化を打ち出した。
- 1995年11月 - 大阪閣僚・首脳会議（日本）：ボゴール宣言実施のための行動指針（大阪行動指針：OAA）を採択し、13分野にわたる各国の自主性に委ねる個別行動計画の検討に合意した。
- 1996年11月 - マニラ閣僚・首脳会議（フィリピン）：大統領・フィデル・ラモスの「APECはビジネスだ」の合言葉が強調された。大阪行動指針に基づいて具体的な行動計画（マニラ行動計画：MAPA）が策定された。
- 2005年11月 - 釜山閣僚・首脳会議（韓国）：ボゴール宣言の実施状況を評価し、今後の道程（釜山ロードマップ）を示す中間評価報告書を策定した。
- 2006年11月 - ハノイ閣僚・首脳会議（ベトナム）：釜山ロードマップを実施するための行動計画（ハノイ行動計画）を策定した。
- 2011年11月 - 12日、13日の両日、アメリカ・ハワイで首脳会議が開かれ、13日に地域経済統合を推進するとした「ホノルル宣言」を採択した。
- 2014年11月 - 北京閣僚・首脳会議（中国）：アジア太平洋自由貿易圏の工程表である「北京ロードマップ」を策定した。
- 2018年11月 - 米中貿易戦争での米中の対立が深く、1993年以降、首脳会議で初めて首脳宣言が採択できなかった[12][13]。
- 2019年10月 - 11月に首脳会議を開く予定だったチリのセバスティアン・ピニェラ大統領は、チリ暴動の激化を受け開催を断念[14]。
- 2020年11月 - COVID-19パンデミックを受けて首脳会議がオンライン形式で行われ、ワクチン開発などの協力や自由で公正な貿易の実現を明記した3年ぶりの首脳宣言「APECプトラジャヤ・ビジョン2040」を採択した[15]。
- 2021年11月 - 2020年に続き、首脳会議がオンライン形式で行われた。新型コロナウイルス感染症への対応 持続可能性および包摂性へのコミットメントを明記し、前年採択したAPECプトラジャヤ・ビジョン2040のアオテアロア行動計画を含む首脳宣言を採択した[16]。
- 2022年11月 - 2018年以来４年ぶりに、首脳会議が対面で行われた。コロナ後のアジア太平洋地域の回復や包摂的かつ持続可能な成長についての議論の総括として首脳宣言が採択されたほか、持続可能な成長に関する「バイオ・循環型・グリーン経済に関するバンコク目標」首脳宣言を採択した[17]。

### APEC首脳会議
注：首脳会議は、1993年が第1回であり、それまでは閣僚会議のみ。参考のため回数なしに記載。また2019年は中止となり回数に数えないが当初予定を参考までに記載。2020年および2021年は、オンライン形式であるが、議長国を開催国に記載。
日本は2回議長国になっているが、いずれも非自民党の総理大臣がホストをつとめた。
| 開催回 | 開催年 | 開催日             | 開催国             | 開催都市               | 公式ウェブサイト |
| ------ | ------ | ------------------ | ------------------ | ---------------------- | ---------------- |
| -      | 1989年 | 11月6日・11月7日   | オーストラリア     | キャンベラ             |                  |
| -      | 1990年 | 7月29日～7月31日   | シンガポール       | シンガポール           |                  |
| -      | 1991年 | 11月12日～11月14日 | 韓国               | ソウル                 |                  |
| -      | 1992年 | 9月10日・9月11日   | タイ               | バンコク               |                  |
| 第1回  | 1993年 | 11月19日・11月20日 | アメリカ合衆国     | シアトル               |                  |
| 第2回  | 1994年 | 11月15日           | インドネシア       | ボゴール               |                  |
| 第3回  | 1995年 | 11月19日           | 日本               | 大阪                   |                  |
| 第4回  | 1996年 | 11月25日           | フィリピン         | マニラ / スービック    |                  |
| 第5回  | 1997年 | 11月24日・11月25日 | カナダ             | バンクーバー           |                  |
| 第6回  | 1998年 | 11月17日・11月18日 | マレーシア         | クアラルンプール       |                  |
| 第7回  | 1999年 | 9月12日・9月13日   | ニュージーランド   | オークランド           |                  |
| 第8回  | 2000年 | 11月15日・11月16日 | ブルネイ           | バンダルスリブガワン   |                  |
| 第9回  | 2001年 | 10月20日・10月21日 | 中華人民共和国     | 上海                   |                  |
| 第10回 | 2002年 | 10月26日・10月27日 | メキシコ           | ロス・カボス           |                  |
| 第11回 | 2003年 | 10月20日・10月21日 | タイ               | バンコク               |                  |
| 第12回 | 2004年 | 11月20日・11月21日 | チリ               | サンティアゴ・デ・チレ |                  |
| 第13回 | 2005年 | 11月18日・11月19日 | 韓国               | 釜山                   |                  |
| 第14回 | 2006年 | 11月18日・11月19日 | ベトナム           | ハノイ                 |                  |
| 第15回 | 2007年 | 9月8日・9月9日     | オーストラリア     | シドニー               |                  |
| 第16回 | 2008年 | 11月22日・11月23日 | ペルー             | リマ                   |                  |
| 第17回 | 2009年 | 11月14日・11月15日 | シンガポール       | シンガポール           |                  |
| 第18回 | 2010年 | 11月13日・11月14日 | 日本               | 横浜                   |                  |
| 第19回 | 2011年 | 11月12日・11月13日 | アメリカ合衆国     | ホノルル               |                  |
| 第20回 | 2012年 | 9月8日・9月9日     | ロシア             | ウラジオストク         |                  |
| 第21回 | 2013年 | 10月7日・10月8日   | インドネシア       | バリ島                 |                  |
| 第22回 | 2014年 | 11月10日・11月11日 | 中華人民共和国     | 北京                   |                  |
| 第23回 | 2015年 | 11月18日・11月19日 | フィリピン         | マニラ                 |                  |
| 第24回 | 2016年 | 11月19日・11月20日 | ペルー             | リマ                   |                  |
| 第25回 | 2017年 | 11月11日・11月12日 | ベトナム           | ダナン                 |                  |
| 第26回 | 2018年 | 11月17日・11月18日 | パプアニューギニア | ポートモレスビー       |                  |
| -      | 2019年 | 11月16日・11月17日 | チリ               | サンディアゴ           | 開催を断念       |
| 第27回 | 2020年 | 11月20日           | マレーシア         | オンライン形式         |                  |
| 第28回 | 2021年 | 11月12日           | ニュージーランド   | オンライン形式         |                  |
| 第29回 | 2022年 | 11月18日・11月19日 | タイ               | バンコク               |                  |
| 第30回 | 2023年 | 11月15日・11月17日 | アメリカ合衆国     | サンフランシスコ       |                  |
| 第31回 | 2024年 | 11月15日・11月16日 | ペルー             | リマ                   |                  |
| 第32回 | 2025年 | 10月29日・10月30日 | 韓国               | 慶州                   |                  |
| 第33回 | 2026年 | 未定               | 中華人民共和国     | 未定                   |                  |

## 参加国・地域
1989年（発足時）
- オーストラリア
- ブルネイ
- カナダ
- インドネシア
- 日本
- 韓国
- マレーシア
- ニュージーランド
- フィリピン
- シンガポール
- タイ
- アメリカ合衆国

1991年 香港は「ホンコン・チャイナ/中国、香港」、中華民国は「チャイニーズ・タイペイ」の名称で参加
- 中華民国[21]
- 中華人民共和国
- イギリス領香港（1997年の香港返還により 香港に名義変更）

1993年
- メキシコ
- パプアニューギニア

1994年
- チリ

1998年
- ペルー
- ロシア
- ベトナム

### 非公式性
APECには、多くの国から主権国家として承認されていない中華民国（台湾）や、中華人民共和国の特別行政区である香港が単独で参加しているため、参加国・地域を指す場合には、「国」ではなく「エコノミー」という語が用いられる。また、参加国・地域の国旗や国歌の使用は禁止されている。さらに、「加盟」ではなく、「参加」という語を用いている。
首脳会議等も最初に開催された1993年から1998年までは「非公式」とされていた。しかし、1999年9月のニュー・ジーランドのオークランドでの首脳会議からは「非公式」とはされず、単に首脳会議とされている。

### 台湾首脳の参加問題
APECは政治色を排除し、経済協力に焦点を絞ったフォーラムであるが、中国大陸（中華人民共和国）と台湾（中華民国）の政治的関係を反映し、1991年の台湾の参加時に、台湾からの首脳会議への参加者を経済閣僚または財界指導者に限定するとの慣例が確立され、この慣例を守るべきことが明文化されている。
2005年11月の釜山での首脳会議の際にも、台湾は立法院長・王金平の出席を予定していたが、中国の抗議や、韓国の拒否により、総統府経済顧問召集人・林信義を代わりに派遣した。しかし、2008年11月のリマでの首脳会議では、台湾からは過去最高クラスの国家元首級となる元副総統・連戦（中国国民党名誉主席）が出席し、中国共産党の総書記・胡錦濤（中華人民共和国主席）と会談を行った。これには、台湾の国民党と中国の共産党両党の政治操作という背景があるのではないかという臆測が流されている。

## APECエンジニア登録制度
APECエンジニア登録制度は、APECエンジニア相互承認プロジェクトに基づき、有能な技術者が国境を越えて自由に活動できるようにするための制度。登録を受けた技術者は、本制度に参加するエコノミーの域内で共通のAPECエンジニアという称号を有し、技術者としての能力がある程度の範囲で同等であると評価される。1995年に大阪で開催された首脳会議で、参加エコノミーの技術者を相互承認するための検討部会が設置され、相互承認プロジェクトを開始、1996年に韓国のソウルで開催されたAPEC科学技術大臣会合で、2010年までに技術者の越境移動を妨げる制度的・非制度的障害を低減させることが宣言され、2000年に指針が策定された。日本、オーストラリア、カナダ、香港、韓国、マレーシア、ニュージーランドの7エコノミーは2001年から、工学系技術者を相互認証するためにAPECエンジニア登録を開始。現在の参加状況は技術士#技術者資格相互承認を参照。
日本ではまず2000年11月に、建設系の「Civil」分野と「Structural」分野の2分野で登録申請が開始され、2003年11月には「Mechanical」、「Electrical」、「Chemical」分野での登録申請が開始された。さらに、2006年3月からは「Geotechnical」、「Environmental」、「Industrial」、「Chemical」、「Information」、「Bio」分野を加えた全11分野で登録申請が可能となっている。審査については、「Structural」分野の中の建築構造分野については建築技術教育普及センターが行い、それ以外の分野については日本技術士会が担当している。